# Mourad Satli
Mourad Satli (en arabe : مراد ستلا), né le 29 janvier 1990 à Oran, est un footballeur franco-algérien. Il évolue au poste de défenseur central.

## Biographie
Mourad Satli commence le football à l'âge de 8 ans dans le club de Bondy. Après trois années de préformation à l'INF Clairefontaine, il intègre le centre de formation du RC Strasbourg. En septembre 2009, il participe à un stage de présélection en vue des Jeux de la Francophonie à Clairefontaine avec l'équipe de France des moins de 20 ans. Finalement, il ne figurera pas dans le groupe de 20 joueurs qui s'envolera pour Beyrouth.
En 2010, il quitte la France et s'engage avec le club belge du Sporting Charleroi. Il est aussitôt prêté au Royal Boussu-Dour Borinage lors de la saison 2010-2011. Il fait ses débuts en 1re division belge lors de la saison 2012-2013. Il part libre de Charleroi après un désaccord sur les modalités d'une prolongation de contrat avec la direction du club. Il choisit le challenge du Petrolul Ploiești et son coach Răzvan Lucescu. Cela lui permet de jouer la Ligue Europa. Il joue au total 32 matchs toutes compétitions confondues, mais le club connaissant des difficultés économiques, il est contraint de  rompre son contrat pour s'engager avec le FC Malines dirigé sportivement par Olivier Renard. Il y signe un contrat d'une année avec une année supplémentaire en option.